# Hapigia curvilinea
Hapigia curvilinea är en fjärilsart som beskrevs av William Schaus 1904. Hapigia curvilinea ingår i släktet Hapigia och familjen tandspinnare. Inga underarter finns listade i Catalogue of Life.